# Ceracis limai
Ceracis limai là một loài bọ cánh cứng trong họ Ciidae. Loài này được Lopes-Andrade, Madureira & Zacaro miêu tả khoa học năm 2002.